# Ampelocissus leptotricha
Ampelocissus leptotricha là một loài thực vật hai lá mầm trong họ Nho. Loài này được Diels miêu tả khoa học đầu tiên năm 1926.